# Смит, Конрад
Конрад Джерард Смит (англ. Conrad Gerard Smith, родился 12 октября 1981 в Хауэре) — новозеландский регбист, играющий на позиции центрового защитника в составе команды «Харрикейнз» (по совместительству её капитан). Известен благодаря своей высокой скорости бега на поле, жёстким единоборствам и умению применять обманные движения, однако также обладает хорошим и точным ударом. Чемпион мира 2011 года в составе сборной Новой Зеландии.

## Образование
Конрад окончил мемориальный колледж имени Фрэнсиса Дугласа (англ. Francis Douglas Memorial College). Поступил в Университет Виктории в Веллингтоне на юридический факультет, успешно окончил его и получил степень бакалавра права. В университете выступал за команду по регби «Уэйр». Некоторое время работал барристером и солиситором при Верховном Суде Новой Зеландии.

## Карьера

### Клубная
В чемпионате Супер Регби Смит выступает за команду «Харрикейнз» с 2004 года, с 2003 года в Кубке ITM он защищает цвета команды провинции Веллингтон. Карьера в составе «Харрикейнз» у Конрада была омрачена травмами в 2006, 2007 и 2011 годах: он успел провести всего 66 игр за 8 сезонов. В настоящий момент с 2007 года он является капитаном «ураганов» после того, как из-за травмы эту должность потерял Родни Со'ойало.

### В сборной
Дебютировал в составе сборной Новой Зеландии в 2004 году в поединке против Италии. В 2007 году из-за травм он надолго покинул расположение сборной, но вернулся в 2008 году. На чемпионате мира 2011 года вместе со сборной одержал победу: в паре с Ма'а Нону он стал важной частью обороны команды.